# Marijan Brnčić
Marijan Brnčić (Tribalj, 1940. július 23. –) jugoszláv válogatott horvát labdarúgó, hátvéd, edző.

## Pályafutása

### Klubcsapatban
1959 és 1964 között az NK Rijeka, 1964 és 1966 között a Trešnjevka Zagreb, 1966 és 1969 között a Dinamo Zagreb labdarúgója volt. A Dinamo csapatával egy jugoszlávkupa-győzelmet ért el. Tagja volt az 1966–67-es idényben VVK-győztes csapatnak. 1969 és 1972 között a belga KSV Waregem, 1972–73-ban ismét a Dinamo Zagreb, 1973 és 1976 között a belga KV Kortrijk játékosa volt.

### A válogatottban
1962 és 1967 között tíz alkalommal szerepelt a jugoszláv válogatottban. Részt vett az 1964-es tokiói olimpián, ahol hatodik helyezést ért el a csapattal.

### Edzőként
1977–78-ban a belga KV Kortrijk csapatánál kezdte edzői pályafutását. 1979-ben ideiglenes, 1981 és 1983 között állandó vezetőedzője volt az NK Rijeka csapatának. 1983–84-ben az NK Zagreb, 1985–86-ban a GOŠK Jug, 1987 és 1989 között az NK Orijent szakmai munkáját irányította. 1989–90-ben a tunéziai válogatott, 1994 és 2001 között a horvát futsalválogatott szövetségi kapitányaként tevékenykedett. 2005-ben a horvát U21-es válogatott megbízott vezetőedzője volt.

## Sikerei, díjai

### Játékosként
Dinamo Zagreb
- Jugoszláv bajnokság
  - 2. (2): 1966–67, 1968–69
- Jugoszláv kupa
  - győztes: 1969
- Vásárvárosok kupája (VVK)
  - győztes: 1966–67

### Edzőként
NK Rijeka
- Jugoszláv kupa
  - győztes: 1979

 Horvátország – futsal
- Futsal Mundialito
  - ezüstérmes: 1994

## Statisztika

### Klubcsapatokban
| Mérkőzései klubcsapatokban | Mérkőzései klubcsapatokban | Mérkőzései klubcsapatokban     | Bajnokság | Bajnokság | Kupa  | Kupa | Nemzetközi | Nemzetközi | Összesen | Összesen |
| Idény                      | Klub                       | Bajnokság                      | Mérk.     | Gól       | Mérk. | Gól  | Mérk.      | Gól        | Mérk.    | Gól      |
| Jugoszlávia                | Jugoszlávia                | Jugoszlávia                    | Bajnokság | Bajnokság | Kupa  | Kupa | Európa     | Európa     | Összesen | Összesen |
| -------------------------- | -------------------------- | ------------------------------ | --------- | --------- | ----- | ---- | ---------- | ---------- | -------- | -------- |
| 1959–60                    | NK Rijeka                  | Jugoszláv bajnokság            | 19        | 0         | 0     | 0    | –          | –          | 19       | 0        |
| 1960–61                    | NK Rijeka                  | Jugoszláv bajnokság            | 17        | 1         | 1     | 0    | –          | –          | 18       | 1        |
| 1961–62                    | NK Rijeka                  | Jugoszláv bajnokság            | 17        | 0         | 2     | 0    | –          | –          | 20       | 0        |
| 1962–63                    | NK Rijeka                  | Jugoszláv bajnokság            | 22        | 0         | 1     | 0    | 8          | 0          | 31       | 0        |
| 1963–64                    | NK Rijeka                  | Jugoszláv bajnokság            | 20        | 0         | 1     | 0    | –          | –          | 21       | 0        |
| 1964–65                    | Trešnjevka Zagreb          | Jugoszláv bajnokság            | 26        | 0         | 2     | 0    | –          | –          | 26       | 0        |
| 1965–66                    | Trešnjevka Zagreb          | Jugoszláv bajnokság            | 29        | 1         | 0     | 0    | –          | –          | 29       | 0        |
| 1966–67                    | Dinamo Zagreb              | Jugoszláv bajnokság            | 29        | 2         | 4     | 0    | 13         | 0          | 46       | 2        |
| 1967–68                    | Dinamo Zagreb              | Jugoszláv bajnokság            | 5         | 0         | 0     | 0    | 1          | 0          | 6        | 0        |
| 1968–69                    | Dinamo Zagreb              | Jugoszláv bajnokság            | 15        | 0         | 4     | 0    | –          | –          | 19       | 0        |
| Belgium                    | Belgium                    | Belgium                        | Bajnokság | Bajnokság | Kupa  | Kupa | Európa     | Európa     | Összesen | Összesen |
| 1969–70                    | KSV Waregem                | Belga bajnokság                | 29        | 0         | –     | –    | –          | –          | 29       | 0        |
| 1970–71                    | KSV Waregem                | Belga bajnokság                | 28        | 0         | –     | –    | –          | –          | 28       | 0        |
| 1971–72                    | KSV Waregem                | Belga bajnokság                | 26        | 0         | –     | –    | –          | –          | 26       | 0        |
| Jugoszlávia                | Jugoszlávia                | Jugoszlávia                    | Bajnokság | Bajnokság | Kupa  | Kupa | Európa     | Európa     | Összesen | Összesen |
| 1972–73                    | Dinamo Zagreb              | Jugoszláv bajnokság            | 11        | 0         | 0     | 0    | 2          | 0          | 13       | 0        |
| Belgium                    | Belgium                    | Belgium                        | Bajnokság | Bajnokság | Kupa  | Kupa | Európa     | Európa     | Összesen | Összesen |
| 1971–72                    | KV Kortrijk                | Belga bajnokság – másodosztály | 29        | 0         | –     | –    | –          | –          | 29       | 0        |
| 1974–75                    | KV Kortrijk                | Belga bajnokság – másodosztály | 25        | 0         | –     | –    | –          | –          | 25       | 0        |
| 1975–76                    | KV Kortrijk                | Belga bajnokság – másodosztály | 27        | 0         | –     | –    | –          | –          | 27       | 0        |
| Ország                     | Jugoszlávia                | Jugoszlávia                    | 210       | 4         | 15    | 0    | 24         | 0          | 249      | 4        |
| Ország                     | Belgium                    | Belgium                        | 164       | 0         | 0     | 0    | 0          | 0          | 164      | 0        |
| Ország                     | Összesen                   | Összesen                       | 374       | 4         | 15    | 0    | 24         | 0          | 413      | 4        |

### Mérkőzései a jugoszláv válogatottban
| Jugoszlávia | Jugoszlávia          | Jugoszlávia                    | Jugoszlávia  | Jugoszlávia | Jugoszlávia | Jugoszlávia         | Jugoszlávia | Jugoszlávia |
| #           | Dátum                | Helyszín                       | Hazai        | Eredmény    | Vendég      | Kiírás              | Gólok       | Esemény     |
| ----------- | -------------------- | ------------------------------ | ------------ | ----------- | ----------- | ------------------- | ----------- | ----------- |
| 1.          | 1962. szeptember 19. | Belgrád, Omladinski Stadion    | Jugoszlávia  | 5 – 2       | Etiópia     | barátságos          | -           | 75'         |
| 2.          | 1962. szeptember 30. | Zágráb, Maksimir Stadion       | Jugoszlávia  | 2 – 3       | NSZK        | barátságos          | -           | 29'         |
| 3.          | 1964. október 22.    | Oszaka, Nagai stadion (JPN)    | Románia      | 3 – 0       | Jugoszlávia | olimpiai 5. helyért | -           |             |
| 4.          | 1964. október 28.    | Tel-Aviv, Bloomfield stadion   | Izrael       | 2 – 0       | Jugoszlávia | barátságos          | -           |             |
| 5.          | 1966. szeptember 18. | Belgrád, JNA Stadion           | Jugoszlávia  | 1 – 2       | Szovjetunió | barátságos          | -           | 46'         |
| 6.          | 1966. október 12.    | Tel-Aviv, Bloomfield stadion   | Izrael       | 1 – 3       | Jugoszlávia | barátságos          | -           |             |
| 7.          | 1967. április 23.    | Budapest, Népstadion           | Magyarország | 1 – 0       | Jugoszlávia | barátságos          | -           |             |
| 8.          | 1967. május 3.       | Belgrád, Crvena zvezda stadion | Jugoszlávia  | 1 – 0       | NSZK        | Eb-selejtező        | -           |             |
| 9.          | 1967. május 14.      | Tirana, Qemal Stafa Stadion    | Albánia      | 0 – 2       | Jugoszlávia | Eb-selejtező        | -           |             |
| 10.         | 1967. október 7.     | Hamburg, Volksparkstadion      | NSZK         | 3 – 1       | Jugoszlávia | Eb-selejtező        | -           |             |
|             | Összesen             |                                |              | 10          | mérkőzés    |                     | 0           | gól         |